# Weg zijn wij
Weg zijn wij was een Vlaams toeristisch televisieprogramma dat van 2016 tot 2018 op zaterdagavond bij de openbare omroep op Eén werd uitgezonden. Het was daarmee de opvolger van het toeristische VRT-magazine Vlaanderen Vakantieland (1990-2015).
In elke aflevering gingen drie bekende Vlamingen samen op weekend in eigen land. De BV's wisten vooraf niet met wie ze op stap zouden gaan. Eén van hen mocht het eten kiezen, de tweede zorgde voor de overnachting, de derde voor een activiteit. In het eerste seizoen draaide elke aflevering rond een centraal thema, in seizoen 2 en 3 werd het centraal thema achterwege gelaten.  Wegens besparingen bij de VRT kwam er geen vierde seizoen.
In 2021 werd het programma opgevolgd door een vernieuwde versie van Vlaanderen Vakantieland.

## Afleveringen

### Seizoen 1
| Afl. | Uitzenddatum      | Thema               | Reisgenoten                                             | Kijkcijfers |
| ---- | ----------------- | ------------------- | ------------------------------------------------------- | ----------- |
| 1    | 3 september 2016  | Thuiskomen          | Bart Peeters, Elodie Ouédraogo, Eline De Munck          | 496.479     |
| 2    | 10 september 2016 | Natuurelementen     | Ann Reymen, Sven Nys, Sieg De Doncker                   | 458.484     |
| 3    | 17 september 2016 | Bruisend Brussel    | Marleen Merckx, Min Hee Bervoets, Jan Verheyen          | 607.022     |
| 4    | 24 september 2016 | Mannenweekend       | Tom Waes, Hans Van Alphen, Philippe Geubels             | 511.692     |
| 5    | 1 oktober 2016    | Oranje boven        | Saartje Vandendriessche, Pascal Braeckman, Gers Pardoel | 548.239     |
| 6    | 8 oktober 2016    | Industrieel erfgoed | Martin Heylen, Hanna Mariën, Katrien De Ruysscher       | 567.489     |
| 7    | 15 oktober 2016   | Jeugdsentiment      | Jelle De Beule, Els Pynoo, Freddy De Kerpel             | 641.951     |
| 8    | 22 oktober 2016   | Halloween           | Marcel Vanthilt, Steven Goegebeur, Sien Wynants         | 460.550     |
| 9    | 29 oktober 2016   | Mythische bergen    | Marie Verhulst, Wim De Vilder, Eddy Planckaert          | 547.376     |
| 10   | 5 november 2016   | Onthaasten          | Dana Winner, Jill Vandermeulen, Thomas Vanderveken      | 572.656     |
| 11   | 12 november 2016  | Lichaam & Geest     | Katja Retsin, Kamal Kharmach, Slongs Dievanongs         | 455.429     |
| 12   | 19 november 2016  | Nostalgie           | Bartel Van Riet, Bart Kaëll, Maaike Cafmeyer            | 538.478     |

Kerstspecial
| Afl. | Uitzenddatum     | Thema            | Reisgenoten                                      | Kijkcijfers |
| ---- | ---------------- | ---------------- | ------------------------------------------------ | ----------- |
|      | 25 december 2016 | Grenzeloze Kerst | Britt van Marsenille, Bill Barberis, Cath Luyten | 780.661     |

### Seizoen 2
| Afl. | Uitzenddatum      | Reisgenoten                                           | Kijkcijfers |
| ---- | ----------------- | ----------------------------------------------------- | ----------- |
| 1    | 2 september 2017  | Leen Dendievel, Lucas Van den Eynde, Cesar Casier     | 552.646     |
| 2    | 9 september 2017  | Jef Neve, Jo Vally, Katrijn Van Bouwel                | 463.331     |
| 3    | 16 september 2017 | Liesa Naert, Aster Nzeyimana, Frances Lefebure        | 481.718     |
| 4    | 23 september 2017 | Karine Claassen, Bart Van Avermaet, Lies Lefever      | 528.629     |
| 5    | 30 september 2017 | Leo Van der Elst, Jelle Cleymans, Annelien Coorevits  | 556.735     |
| 6    | 14 oktober 2017   | Martine Prenen, Leonard Muylle, Ann Tuts              | 531.217     |
| 7    | 21 oktober 2017   | Pieter Timmers, Tine Embrechts, Tom De Cock           | 479.444     |
| 8    | 28 oktober 2017   | Dimitri Leue, Ihsane Chioua Lekhli, Rik Verheye       | 556.958     |
| 9    | 4 november 2017   | Wim Opbrouck, Dagny Ros Asmundsdottir, Alex Callier   | 618.841     |
| 10   | 11 november 2017  | Sven De Ridder, Dieter Coppens, Maureen Vanherberghen | 616.830     |

### Seizoen 3
| Afl. | Uitzenddatum      | Reisgenoten                                            | Kijkcijfers |
| ---- | ----------------- | ------------------------------------------------------ | ----------- |
| 1    | 8 september 2018  | Kristel Verbeke, Jens Dendoncker, Maarten Vangramberen | 418.925     |
| 2    | 15 september 2018 | Tinne Oltmans, Thomas Smith, Thibault Christiaensen    | 352.530     |
| 3    | 22 september 2018 | Hilde De Baerdemaeker, James Cooke, Cisse Severeyns    | 536.030     |
| 4    | 29 september 2018 | Evi Van Acker, Guy Swinnen, Vanya Wellens              | 477.834     |
| 5    | 6 oktober 2018    | Goedele Wachters, Miguel Wiels, Nico Sturm             | 401.162     |
| 6    | 13 oktober 2018   | Peter Van de Veire, Dina Tersago, Wim Ballieu          | 518.781     |
| 7    | 20 oktober 2018   | Wim Stevens, Sander Gillis, Angeline Flor Pua          | 434.448     |
| 8    | 27 oktober 2018   | Guga Baul, Lieve Blancquaert, Saïd Boumazoughe         | 492.664     |
| 9    | 3 november 2018   | Ben Segers, Imke Courtois, Soe Nsuki                   | 611.149     |
| 10   | 10 november 2018  | Stijn Meuris, Joke Emmers, Rob Vanoudenhoven           | 456.978     |